# Heber Curtis

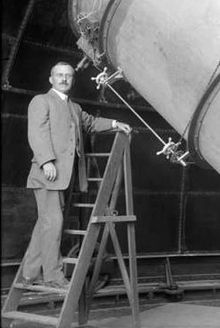
Heber Curtis

Heber Doust Curtis (Muskegon, 27 juni 1872 - Ann Arbor, 9 januari 1942) was een Amerikaans astronoom uit Michigan. Hij is vooral bekend als antagonist van Harlow Shapley in het Grote Debat van 1920. Daarbij ging hij in tegen de gangbare gedachte dat alle sterren en nevels van het waarneembare heelal deel uitmaakten van de Melkweg. Zoals later bewezen, bleek de Melkweg slechts een enkel sterrenstelsel onder vele andere. 

## Levensloop
Curtis studeerde in Detroit (Michigan) en aan de Universiteit van Michigan, met vooral belangstelling voor klassieke talen. Hij begon aanvankelijk als leraar Latijn in de Detroit High School en vervolgens leraar Latijn en Grieks aan het Napa College (Californië). Daar was een bescheiden telescoop beschikbaar en Curtis raakte erdoor gefascineerd. Toen het Napa College fuseerde met het College of the Pacific (Callifornië) werd hij er in 1896 professor wiskunde en astronomie. Toen besliste hij om van de astronomie zijn carrière te maken. Hij ging in 1900 als vrijwilliger mee met een eclips-expeditie van het Lick-observatorium en kreeg daarna een aanstelling aan de Universiteit van Virginia waar hij in 1902 zijn doctoraat behaalde. 
Vanaf 1902 werkte Curtis voor het Lick Observatorium. Tussen 1906 en 1910 stond hij aan het hoofd van een expeditie in Santiago (Chili) voor het bestuderen van de zuidelijke sterrenhemel. Tijdens de oorlogsjaren 1917 en 1918 leverde hij zijn bijdrage aan de oorlogsinspanningen : hij leidde een navigatieschool in San Diego (Californië), gaf navigatielessen voor officieren in Berkeley (Californië) en deed research in optica. 
Curtis was in de eerste plaats een observator en bestudeerde zo onder meer de radiale snelheden van sterren, kometen en nam in zijn carrière deel aan 11 expedities voor het bestuderen van zonsverduisteringen. Na zijn terugkeer uit Chili kreeg hij de beschikking over de Crossley reflector en zette de studie van de nevels verder die door James Keeler in hetzelfde observatorium was begonnen. Hier raakte Curtis er meer en meer van overtuigd dat spiraalnevels afzonderlijke sterrenstelsels waren. Hij voerde persoonlijk ook veel mechanische verbeteringen uit aan het instrumentarium.
In 1920 werd hij directeur van het Allegheny Observatorium van de Universiteit van Pittsburgh. Ook hier werkte hij veel aan het verbeteren van de instrumenten en ontwierp en construeerde er andere. Hij nam deel aan vier expedities voor het bestuderen van zonsverduisteringen. In 1930 werd hij aangesteld als directeur aan het observatorium van de Universiteit van Michigan.
Bij zijn overlijden in 1942 liet hij een vrouw, Mary D. Rapier Curtis, een dochter en twee zoons achter.

## De uitbreiding van het Heelal
In 1917 maakte Curtis, die toen werkte aan het observatorium van Lick, samen met George Ritchey bekend dat ze een aantal supernovae hadden ontdekt op fotografische opnames van spiraalnevels. Omdat deze vooral voorkwamen in de armen en niet in het centrum van de spiraal, werd hiermee de opvatting dat de nevels vooral bestonden uit gas, ontkracht. Het feit dat er ontploffende sterren voorkwamen in de spiraalarmen van de nevels, betekende dat het om sterrenstelsels ging en klopte niet met de theorie van Pierre-Simon Laplace, dat de nevels gasschijven waren.
Curtis was er ook van overtuigd dat de extreem heldere novae geen gewone novae waren, en dus niet op dezelfde manier konden gebruikt worden om afstanden in het heelal te meten. Zelf schatte hij de afstand tot de Andromedanevel op 500.000 lichtjaar. Dit paste niet in het heelalmodel van Shapley, en het debat van 1920 kon in feite geen uitsluitsel geven. Pas in 1924 slaagde Edwin Hubble erin de afstand tot Andromeda vast te stellen en te bewijzen dat het wel degelijk om een afzonderlijk sterrenstelsel ging.

## Ontdekkingen
Op 11 februari 1913 ontdekte Curtis de planetoïde (23400) A913 CF (herontdekt in 1993 als (23400) 1993 TH26)

## Enkele werken
- Definitive determination of the orbit of comet 1898 I, Kiel, Verlag der Astronomischen nachrichten, 1902.
- Three stars of great radial velocity, Berkeley : The University Press, 1909.
- Descriptions of 132 nebulae and clusters photographed with the Crossley reflector, Berkeley : University of California Press, 1912.
- Studies of the nebulae made at the Lick Observatory, University of California, at Mount Hamilton, California, and Santiago, Chile, medeauteurs William Wallace Campbell; J H Moore; Ralph Elmer Wilson; William Hammond Wright; Lick Observatory, Uitgever: Berkeley, University of California Press, 1918
- The scale of the universe, medeauteur Harlow Shapley, Uitgever: Washington, D.C., the National Research Council of the National academy of Sciences, 1921.
- The influence of astronomy upon modern thought, Northfield, Minn. : Goodsell Observatory of Carleton College, 1924.
- Interference in the solar corona, medeauteur Winthrop Robins Wright; Uitgever: Swarthmore, 1930.
- The nebulae, Berlin, J. Springer, 1933
- An ephemeris of 467 A.D., medeauteur Frank Egleston Robbins, Uitgever: Ann Arbor : The Observatory, University of Michigan, 1935.
- The comet-seeker hoax, Northfield, Minn., 1938